# お荷物小荷物・カムイ編
『お荷物小荷物・カムイ編』（おにもつこにもつ・カムイへん）は、朝日放送（ABC）が製作しTBS系列で1971年12月4日から1972年4月15日まで放送されていたドラマである。『お荷物小荷物』（1970年10月～1971年2月放送）の続編で、前作同様「脱ドラマ」の異名で知られている。

## あらすじ
滝沢運送のお手伝い　田の中 菊が「今帰仁（なきじん）菊代」という素性を明かし、滝沢家の長男 仁の悪行を暴露して、故郷の沖縄へ帰ってから10ヶ月が経った。
ある日、滝沢家に沖縄に帰ったはずの菊がお手伝いとして戻って来た。しかし身なりがアイヌの格好である。実は彼女の正体はオキクルミ・ピリカといい、北海道二風谷アイヌ集落の首長　コシャマインの娘だったのだ。
彼女が滝沢家にやって来た理由は北海道二風谷から持ち帰ったヒグマの子供を奪還するため。実は滝沢家が持ち帰ったヒグマの子供はアイヌの人々にとってのカムイ＝神である。カムイであるヒグマの子供の奪還を目指す菊と滝沢家の珍騒動が勃発する。

## スタッフ
- 脚本：佐々木守（※ストーリー構成も担当）
- 演出：西村大介、井尻益次郎
  - 演出補：岡本悦治、中尾武、布施健
- プロデューサー：山内久司（前作の「お荷物小荷物」が出世作となり、後の「必殺シリーズ」につながっていく）
- 美術：阪本雅信
- 音楽：佐藤允彦

## キャスト

### メインキャスト
- 田の中 菊（オキクルミ・ピリカ）：中山千夏
- 滝沢 仁（長男）：河原崎長一郎
- 滝沢 義（次男）：浜田光夫
- 滝沢 礼（三男）：林隆三
- 滝沢 智（四男）：渡辺篤史
- 滝沢 信（五男）：佐々木剛
- 滝沢 孝太郎（父）：桑山正一
- 滝沢 忠太郎（祖父・家長）：志村喬

### その他
- コシャマイン：佐藤慶
- 近松 千春：戸浦六宏
- 近松 悌子：南風洋子
- 山田さくら：中原早苗
- 神野 毬子：小松美智子[1]
- 火野 祭子：春川ますみ
- 山の中 梅：川口晶（第15話、第16話）
- 犬山 君子：宮前ゆかり
- 仁一：石田智晴
- 小熊：ちょうすけ

## サブタイトル
1. ヒ熊・穴熊・女熊
2. サイン・血判・御誓文
3. 夜道・花道・恋の道
4. 泣きマス・食べマス・Ｘマス
5. 追突・衝突・花ひとつ[2]
6. たらちね・おふくろ・お母さん
7. わが祖父・わが愛・わが命
8. 見合い・結婚・初夜の朝
9. 自殺・切腹・完全犯罪
10. 軍歌・殺陣・ふるさと列車
11. 幽閉・十字架・黒い魔女
12. マザー・シスター・尼だるま
13. 張子・ぬいぐるみ・お雛様
14. 倦怠・無気力・やる気なし
15. 菊さん・梅さん・女中が二人
16. シゴイてイジメてイビリます[3]
17. 銃声・日の丸・愛終る
18. 伴侶・裏切り・集団脱走
19. 逆転・逆転・また逆転
20. 田の中菊さんノー・リターン（最終回）

## 補足
- 収録は大阪のABCセンタースタジオで行われた。2インチVTR収録。
- 前作に続いて登場した「神野毬子」役の俳優が収録スケジュールの関係で鮎川いづみから小松美智子に交代した。
- 第5話（1972年1月1日放送）の収録はABCセンターの敷地内にあるABCホールで、公開収録と言う形で行われた。前半は満場の観客の面前でドラマが展開し、後半は滝沢5兄弟がそれぞれ1曲ずつ歌を披露すると言う趣向だった。
- 第16話（1972年3月18日放送）はアイヌ民族の侮辱とも取れる内容が含まれたという理由で、北海道ウタリ協会から抗議を受けた。このため北海道地区（北海道放送）は放送が割愛（中止）となった。北海道放送は『カメラ・ルポルタージュ』を代替番組として放送した[4]。
- 劇中音楽の演奏の一部は放送当時 輸入間もないシンセサイザーが使用された。
- 前述の通り、話題の多かった同作品だが、放送途中にスタートした裏番組のテレビ時代劇『木枯し紋次郎』（フジテレビ系）の台頭で同作品は視聴率面で苦戦を強いられ、当初の予定より早く終了せざるを得なくなった。本作の後番組『君たちは魚だ』も視聴率は低迷した。朝日放送は『木枯し紋次郎』に対抗するためにテレビ時代劇『必殺仕掛人』で巻き返しを図った。

## CD
2012年7月25日に、SUPER FUJI DISCSから番組初のオリジナルサウンドトラック盤となるCD「『お荷物小荷物』音楽編」（FJSP170）が発売された。これは朝日放送の社内に残された音楽用のマスターテープから出来る限り復刻されたもので収録曲は13曲と少ないが、前作とカムイ編のテーマ曲（計 5タイプ）と滝沢信役の佐々木剛が歌う挿入歌 2曲、カムイ編の劇中で使われたBGM6曲を収録。いずれも初CD化である。
付属するブックレットは当時の劇中音楽を担当した佐藤允彦と主演の中山千夏へのインタビュー、脚本家の佐々木守のエッセイ、沖縄編の第1話のシナリオなどが収録され、当時を知るファンにとっては注目の一枚となっている。ブックレットの編集は、文筆家の加藤義彦が行なった。

## スポンサー
- 中外製薬（一般薬事業はライオンに事業譲渡）
- 象印マホービン
- 味覚糖（現・UHA味覚糖）
- 清酒白鹿（辰馬本家酒造）
- 江崎グリコ